# Muquém de São Francisco
Muquém de São Francisco är en kommun i Brasilien.   Den ligger i delstaten Bahia, i den östra delen av landet, 600 km nordost om huvudstaden Brasília. Antalet invånare är 10 272.
I omgivningarna runt Muquém de São Francisco växer huvudsakligen savannskog. Runt Muquém de São Francisco är det mycket glesbefolkat, med 2 invånare per kvadratkilometer.